# .فارماسی
دامنه عمومی سطح بالا (gTLD) .pharmacy توسط انجمن ملی انجمن‌های داروسازی (NABP) در سال ۲۰۱۴ راه اندازی شد. هدف این دامنه ارائه ابزاری به مصرف‌کنندگان در سراسر جهان برای شناسایی داروخانه‌های آنلاین امن، قانونی و اخلاقی و منابع مرتبط بود. بررسی‌ها نشان داده بیش از ۱۰۸۰۰ وب‌سایت فروش داروهای تجویزی، از قوانین طرح شده توسط NABP که تقریباً ۹۷٪ از قوانین و استانداردهای داروسازی که برای محافظت از سلامت عمومی ایجاد شده است پیروی نمی‌کنند.

## نقد
بی‌طرفی دامنه مورد تردید قرار گرفته است، زیرا ایلای لی‌لی اند کامپنی، مرک اند کو. ایلای لی‌لی اند کامپنی و فایزر مشارکت کنندگان اصلی برنامه NABP هستند. پیش از این، برنامه توسط دانش و محیط زیست بین‌المللی و انجمن بین‌المللی داروسازی کانادا به چالش کشیده شده بود.